# Banc Mallorquí
El Banc Mallorquí va ser una entitat bancària fundada el 1881 a Palma, amb un capital inicial de 10 milions de pessetes, dividit en 20.000 accions. Entre els seus fundadors, hi figuraven el comte de Montenegro, Bartomeu Picó i Ernest Canut. Poc després de la seva creació es va fusionar amb la Compañía de Almacenes Generales de Depósito que s'havia constituït el 1879, amb 20 milions de pessetes de capital. El banc es dedicava, en especial, al crèdit comercial i al depòsit. Va tenir el suport d'una part dels republicans mallorquins.
Invertí gran part del seu capital a la borsa de Barcelona en accions del Banc Hispano Colonial, que tenia una connexió important amb els interessos econòmics a Cuba i Filipines, però que va ser afectat el 1882 per la crisi mundial. La baixa de les accions de 1884 afectà molt el Banc Hispano-Colonial, i de retruc provocà la desaparició del Banc Agrícola i Comercial, del Banc de les Balears i del Banc Mallorquí, que acabà fusionant-se amb el Banc de Crèdit Balear el 1884. Bartomeu Picó n'ocupà la presidència i Ramon Despuig, Ernest Canut i Joan Bosc n'eren vicepresidents.